# Watson Washburn
Watson McLean Washburn (Nova York, 13 de junho de 1894 - 2 de dezembro de 1973) foi um tenista estadunidense. Foi um dos criadores do museu International Tennis Hall of Fame. 